# Panicum bechuanense
Panicum bechuanense är en gräsart som beskrevs av Cornelis Eliza Bertus Bremekamp och Anna Amelia Obermeyer. Panicum bechuanense ingår i släktet vipphirser, och familjen gräs. Inga underarter finns listade i Catalogue of Life.